# Utagawa Kunitoshi (Ukiyo-e-Künstler, 1847)

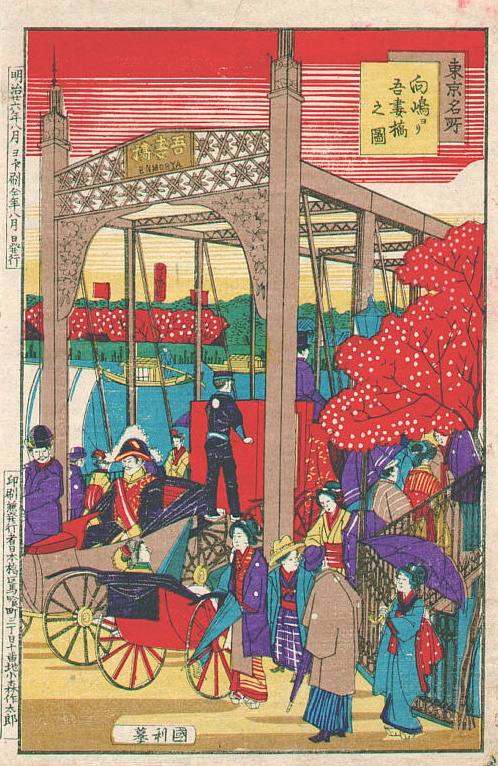
Kunitoshi, „Die Azuma-Stahlbrücke“ aus der Serie „Tokyos Sehenswürdigkeiten“, 1893

Utagawa Kunitoshi (jap. 歌川 国利; * 1847; † 1899) war ein japanischer ukiyo-e-Künstler, der Entwürfe für Farbholzschnitte und Kupferstiche zeichnete.
Sein bürgerlicher Name war Yamamura Kiyosuke; einige seiner Drucke signierte er unter Verwendung des Beinamens, gō-Namens, Baiju mit Baiju Kunitoshi.

Soweit bekannt, war er zunächst Schüler von Utagawa Kunitsugu (1800–1861), nach dessen Tod setzte er seine Ausbildung bei Kunisada I. und später bei Kunisada II. fort.
Die meisten von ihm entworfenen Drucke zeigen die Neuerungen und Errungenschaften der Meiji-Restauration, wie sie im Stadtbild von Tokyo ihren Niederschlag gefunden haben. Auf diesen Bildern, den kaika-e, wurde im Sinne der Berichterstattung Aufklärungsarbeit über die Errungenschaften der neuen Zeit geleistet. Die Drucke zeigen Japaner in westlicher Kleidung, in Stein errichtete Bank- und Hotelgebäude, gepflasterte Straßen, Pferdekutschen, Brücken aus Stahl, Eisenbahnen und Ähnliches.

Daneben sind noch einige Krieger-Drucke, musha-e, Drucke von Sehenswürdigkeiten Japans und des traditionellen Tokyo, meisho-e, und Drucke von oiran des Yoshiwara, bijin-ga, erhalten. Von ihm bekannt ist insbesondere der etwas skurrile Druck mit dem Titel Schwangere Frauen spielen in der Sommerhitze – Fünf Köpfe mit 10 Körpern (Mimochi on’na natsu no tawamure – Gotō juttai no zu), der sich in der Sammlung einiger Museen befindet.